# SN 2007iy
SN 2007iy – supernowa typu Ia odkryta 3 września 2007 roku w galaktyce A204105-0025. W momencie odkrycia miała maksymalną jasność 22,90m.